# Sự cố máy bay động cơ Boeing 777
Sự cố máy bay động cơ Boeing 777 xảy ra vào ngày 20/2/2021 tại Hoa Kỳ. Các mảnh vỡ từ chiếc Boeing 777 với 241 người trên khoang chủ yếu rơi xuống khu dân cư Commons Park và Northmoor and Red Leaf, cách thành phố Denver, bang Colorado, khoảng 32 km về phía bắc.

## Bối cảnh
Cảnh sát Broomfield còn yêu cầu người dân không đụng chạm hay di chuyển mảnh vỡ để Ủy ban An toàn Giao thông Quốc gia Mỹ (NTSB) có thể điều tra.
Bộ trưởng Bộ giao thông vận tải Pete Buttigieg cho biết ông sẽ làm việc với NTSB điều tra sự cố động cơ để "rút ra những bài học kinh nghiệm nhằm tối đa hóa cảm giác an toàn cho người dân mỗi khi lên máy bay.